# Retzow
Retzow település Németországban, azon belül Brandenburgban. Lakosainak száma 510 fő (2023. december 31.).

## Népesség
A település népességének változása:
| Lakosok száma | 509  | 514  | 521  | 522  | 510  |
|               | 2017 | 2019 | 2021 | 2022 | 2023 |